# Knocker-up

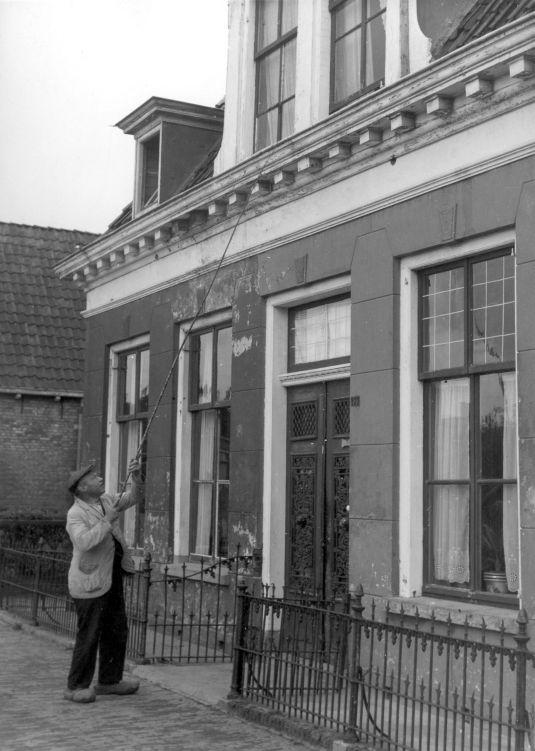
Knocker-up. Leeuwarden 1947.

Un Knocker-up (a veces conocido como knocker-upper, traducido al español "despertador") fue una profesión en Inglaterra e Irlanda durante la Revolución Industrial y los años 1920, antes que los relojes despertadores fuesen asequibles. Este trabajo consistía en despertar a la gente para que pudieran llegar a tiempo a sus empleos.
El knocker-up usaba una vara o palo corto para golpear en la puerta de las viviendas de sus clientes, o largo, generalmente hecho de bambú, para alcanzar ventanas o pisos altos. Al menos uno de ellos utilizó una cerbatana. El pago era semanal, y el knocker-up no se retiraba de la vivienda sin estar seguro de que su cliente se había despertado.
Había grandes cantidades de personas haciendo este trabajo, especialmente en las grandes ciudades industriales como Mánchester. Generalmente era realizado por hombres y mujeres ancianas, pero a veces oficiales de policía ganaban algún dinero extra realizando este trabajo durante sus patrullajes de madrugada.
El libro Grandes esperanzas de Charles Dickens incluye una breve descripción del trabajo de knocker-up. La obra teatral Hindle Wakes escrita por Stanley Houghton y la película del mismo título, dirigida por Maurice Elvey, incluyen un knocker-up.